# Каменка (Владимирська сільрада)
Каменка (рос. Каменка) — присілок в Воскресенському районі Нижньогородської області Російської Федерації.
Населення становить 83 особи. Входить до складу муніципального утворення Владимирська сільрада.

## Історія
Від 2009 року входить до складу муніципального утворення Владимирська сільрада.

## Населення
| 1999 | 2002 | 2010 |
| ---- | ---- | ---- |
| 124  | ↘118 | ↘83  |